# Back from the Grave
 Back from the Grave è il quinto album della band death metal svedese Grave, pubblicato il 21 ottobre 1996 dalla Century Media Records.

## Tracce
1. Intro – 0:43
2. Rise – 5:25
3. Behold the Flames – 4:32
4. Dead Is Better – 3:48
5. Receiver – 5:02
6. No Regrets – 3:34
7. Resurrection – 4:17
8. Below – 4:41
9. Bloodfed – 4:49
10. Thorn to Pieces – 6:22

## Formazione
- Ola Lindgren - voce, chitarra
- Pelle Ekegren - batteria
- Jonas Torndal - chitarra
- Fredrik Isaksson - basso